# Wacken (Strasbourg)
Pour les articles homonymes, voir Wacken (homonymie).
Cet article concerne le quartier de Strasbourg. Pour la commune allemande, voir Wacken.
Le Wacken [vakən] est un quartier de Strasbourg situé au nord du centre-ville. Il est délimité par l'Ill au nord-est, l'avenue Herrenschmidt à l'ouest, la place de Bordeaux au sud et est traversé par l'Aar et le canal de la Marne au Rhin.
Les quartiers strasbourgeois mitoyens sont la Robertsau au nord, le quartier du Contades au sud et le quartier de l'Orangerie à l'est ; à l'ouest se trouve la commune de Schiltigheim.
Administrativement, le Wacken est regroupé avec la Robertsau pour former l'ensemble Robertsau - Wacken.

## Historique

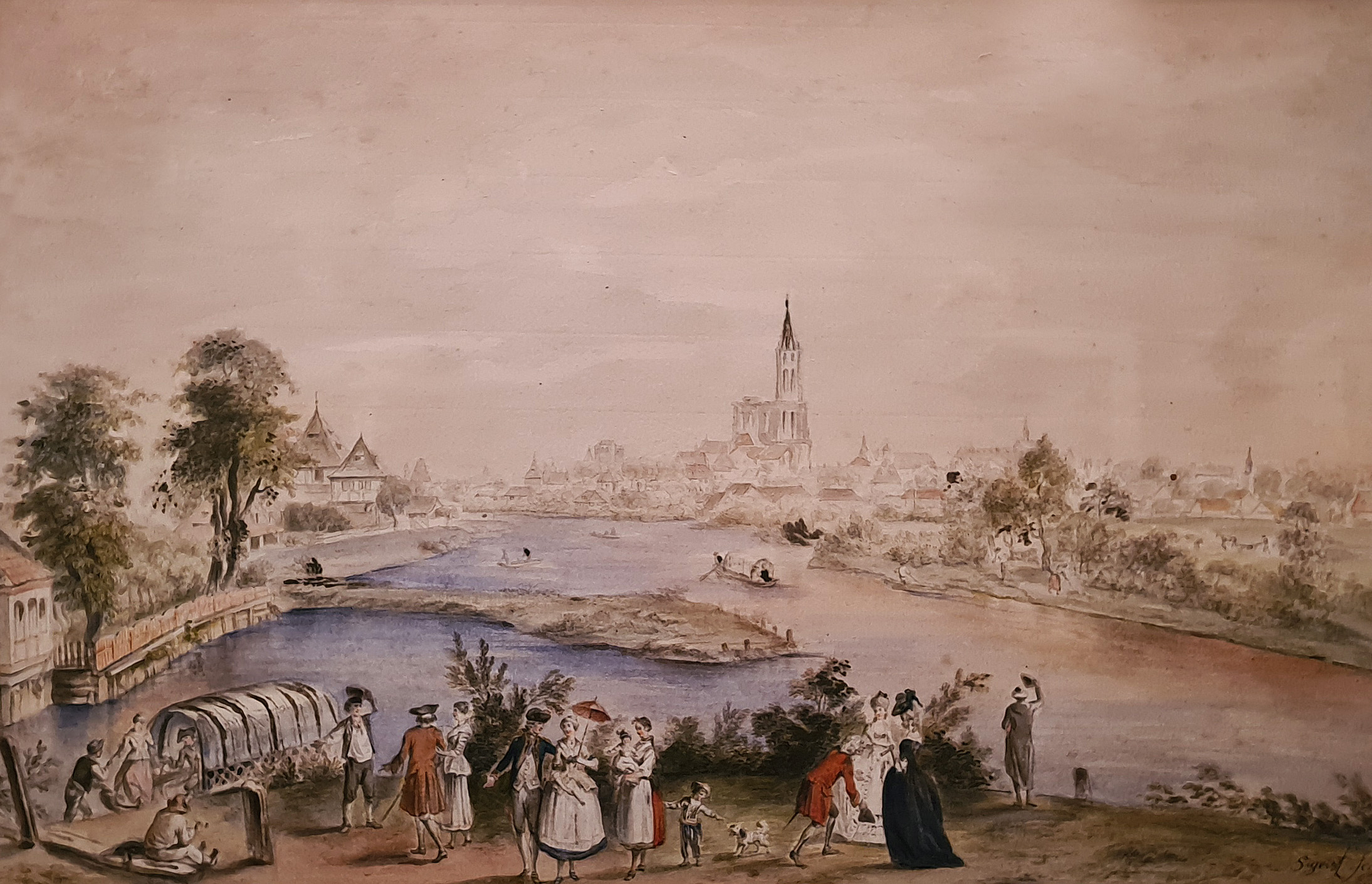
Christian Sigrist, Vue du Wacken (vers 1764).

L'île du Wacken, qui a donné son nom au quartier, est située à l'emplacement d'anciens lits du Rhin. Elle s'est constituée par l'apport de nombreux cailloux, graviers et galets charriés par le fleuve durant plusieurs millénaires. Le terme Wacken proviendrait du dialecte strasbourgeois « Wacke »  qui signifie pavé et de « Wackele » qui peut se traduire par galet ou caillou.
Au XVIIIe siècle, le Wacken servait de champ de tir à la suite de l'aménagement du « Schiessrain » en promenade (actuel parc du Contades).
Durant la seconde moitié du XVIIIe siècle, la noblesse et la haute bourgeoisie font construire des maisons de campagne au Wacken. L'une des premières est celle de l'île Jars.
La famille Herrenschmidt était propriétaire de tanneries situées au Wacken de 1812 à 1968.
En 1835, la ville lance un concours afin d'aménager les promenades situées au nord de l'enceinte. Eugène Petiti et Gustave Klotz proposent un vaste projet qui consiste à relier les parcs du Contades et de l'Orangerie par le Wacken. Le projet ne sera pas réalisé pour des questions financières mais il donna naissance à l'idée de consacrer l'île du Wacken aux loisirs.
Du point de vue architectural, le Wacken est un quartier très hétéroclite. Un secteur résidentiel, composé principalement de villas du début du XXe siècle, se situe entre l'avenue Schutzenberger et l'Aar, près du square du Tivoli. Jusqu'aux années 1920, seules les constructions légères et démontables y étaient autorisées car le secteur faisait partie de la zone non aedificandi.
Le quartier est desservi par le tramway à partir de 1923. 
En 1923 s'y tiennent les célébrations du centenaire de Louis Pasteur, puis en 1924 l'exposition coloniale de Strasbourg.
La cité-jardin Ungemach est construite de 1923 à 1928 entre l'Aar et l'Ill. Destinée à loger les employés de l'industriel Léon Ungemach, elle compte 140 maisons avec jardins réparties sur 12 hectares. Le parc des expositions, inauguré en septembre 1927 et agrandi dans les années 1950, est situé un peu plus au nord. Il accueille chaque année la Foire européenne. Le bâtiment principal du parc des expositions abrite également le théâtre du Maillon. En 1958, la 69e édition du salon de l'agriculture s'est tenue au parc des expositions du Wacken (il s'agit de l'unique édition du salon s'étant déroulée hors de Paris). 
La ligne de tramway 6/16 (Graffenstaden - Wacken) est supprimée le 1er janvier 1960.
Le chantier de la patinoire débute en 1967. Celle-ci est transférée à Cronenbourg en 2005. Le hall Rhénus est achevé en 1975. C'est alors le plus grand hall d'exposition de l'Est de la France. En 2003, il devient le Rhénus Sport.
Le quartier compte aussi des constructions plus contemporaines datant de la fin des années 1970 à nos jours comme le Parlement européen, la maison de la Région, les sièges du Crédit mutuel Alliance fédérale, du CIC-Est, des MMA et d'Arte.
Le Wacken est donc un quartier très diversifié ou la verdure a également une place importante en particulier avec la présence d'une île (d'une superficie de 30 hectares) entièrement consacrée aux activités sportives et une réserve naturelle.
Le palais de la musique et des congrès (PMC) est construit en 1975 au nord de la place du Bordeaux. Une extension est achevée en 1989. Le 21e sommet de l'OTAN, les 3 et 4 avril 2009, s'est déroulé au palais de la musique et des congrès du Wacken. Une nouvelle extension est réalisée entre 2013 et 2016 tandis que le reste du bâtiment a été rénové et modernisé.
Depuis 2000, le quartier est desservi par la ligne B du nouveau tramway et par la ligne E depuis 2007 via les stations Wacken et Parlement européen.

### Archipel: un quartier d'affaires international

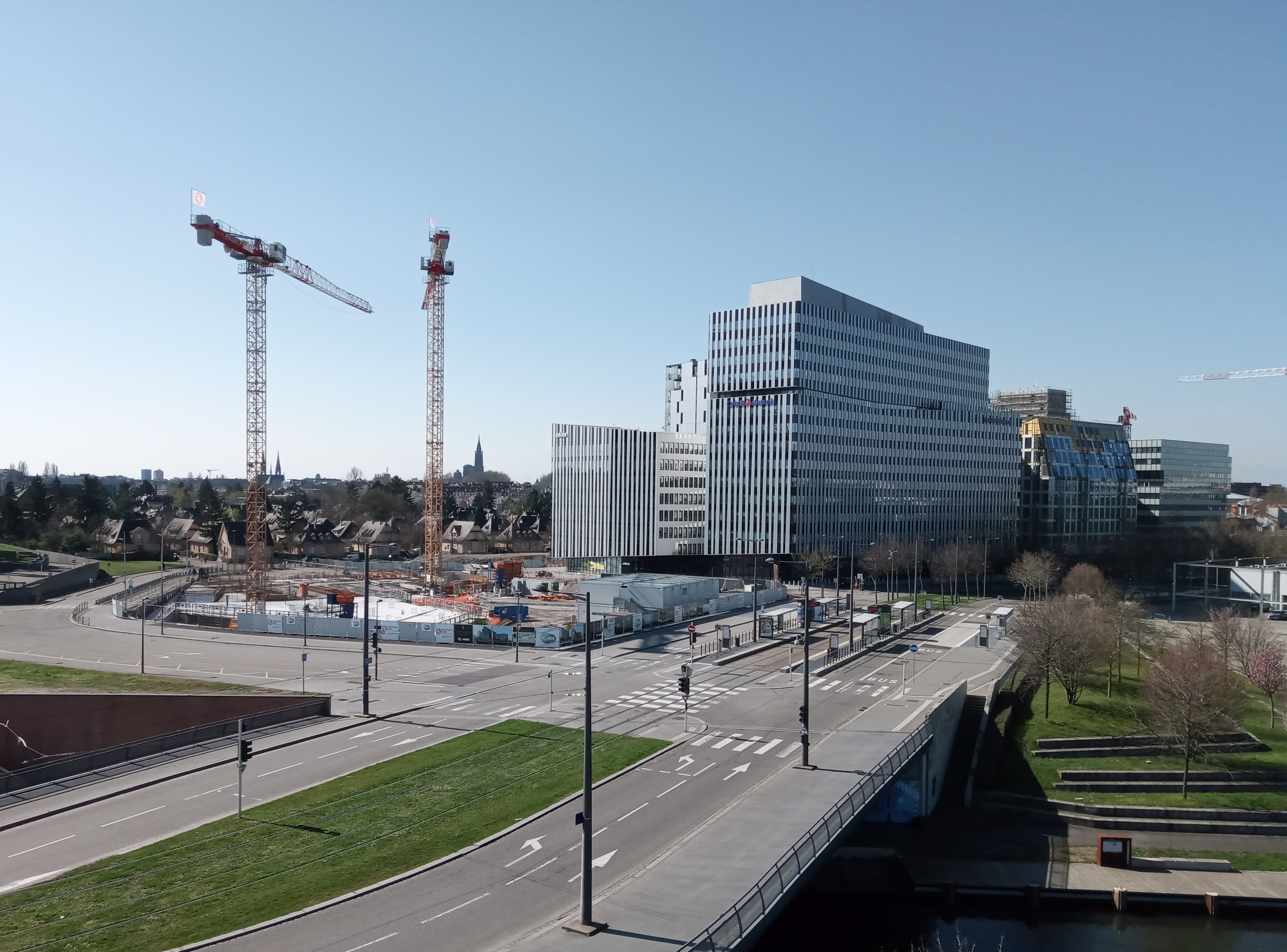
Le quartier d'affaires Archipel en construction (mars 2020).

L'un des grands projets urbains strasbourgeois concerne l'édification d'un quartier d'affaires international au Wacken. Nommé dans un premier temps « Wacken-Europe », le nom définitif du quartier d'affaires est « Archipel ». Il se situe à proximité des institutions européennes, en lieu et place d'anciens halls du parc des expositions et de l'ancienne patinoire. 
Le projet consiste en la réalisation de 45 000 m² de bureaux, 30 000 m² pour les institutions européennes (bâtiments Osmose, rebaptisés Simone Veil), 18 000 m² de logements, 2 000 m² de commerces, 10 000 m² pour les équipements hôteliers et plusieurs parkings. Les travaux, débutés en 2016 et réalisés en plusieurs lots, s'échelonneront jusqu'en 2022.
Une chaufferie biomasse est construite, entre 2015 et 2016, à l'angle de la rue Fritz-Kieffer et du raccordement avec l'autoroute A350. Elle fournit en chaleur les lots du quartier d’affaires international et le parc des expositions mais aussi le lycée Kléber, le palais de la musique et des congrès et les installations de l’île des sports,,.
Parallèlement à la construction du quartier d'affaires, la mise en chantier d'un nouveau bâtiment destiné au théâtre du Maillon débute à l'automne 2017 après démolition de l'ancien gymnase du Tivoli. Il est inauguré par le président de la République Emmanuel Macron le 1er octobre 2019. 
Par ailleurs, le club de basket-ball SIG Strasbourg en partenariat avec le Crédit mutuel souhaitent agrandir le Rhénus Sport. Le nombre de places passerait de 6 000 à 8 000 et la transformation s'accompagnerait de 6 000 m2 de surfaces commerciales.
En avril 2018, le siège social d'Adidas France, auparavant implanté à Landersheim, devient le premier occupant du nouveau quartier. Cependant en juin 2022 Adidas annonce sa volonté de quitter l’Alsace et de regrouper l’ensemble de ses activités à Paris dès 2024. La filiale informatique du Crédit mutuel, Euro-Information s'y installe également en 2019 tandis que la Caisse d’épargne envisage d'y implanter son siège pour le Grand Est. 

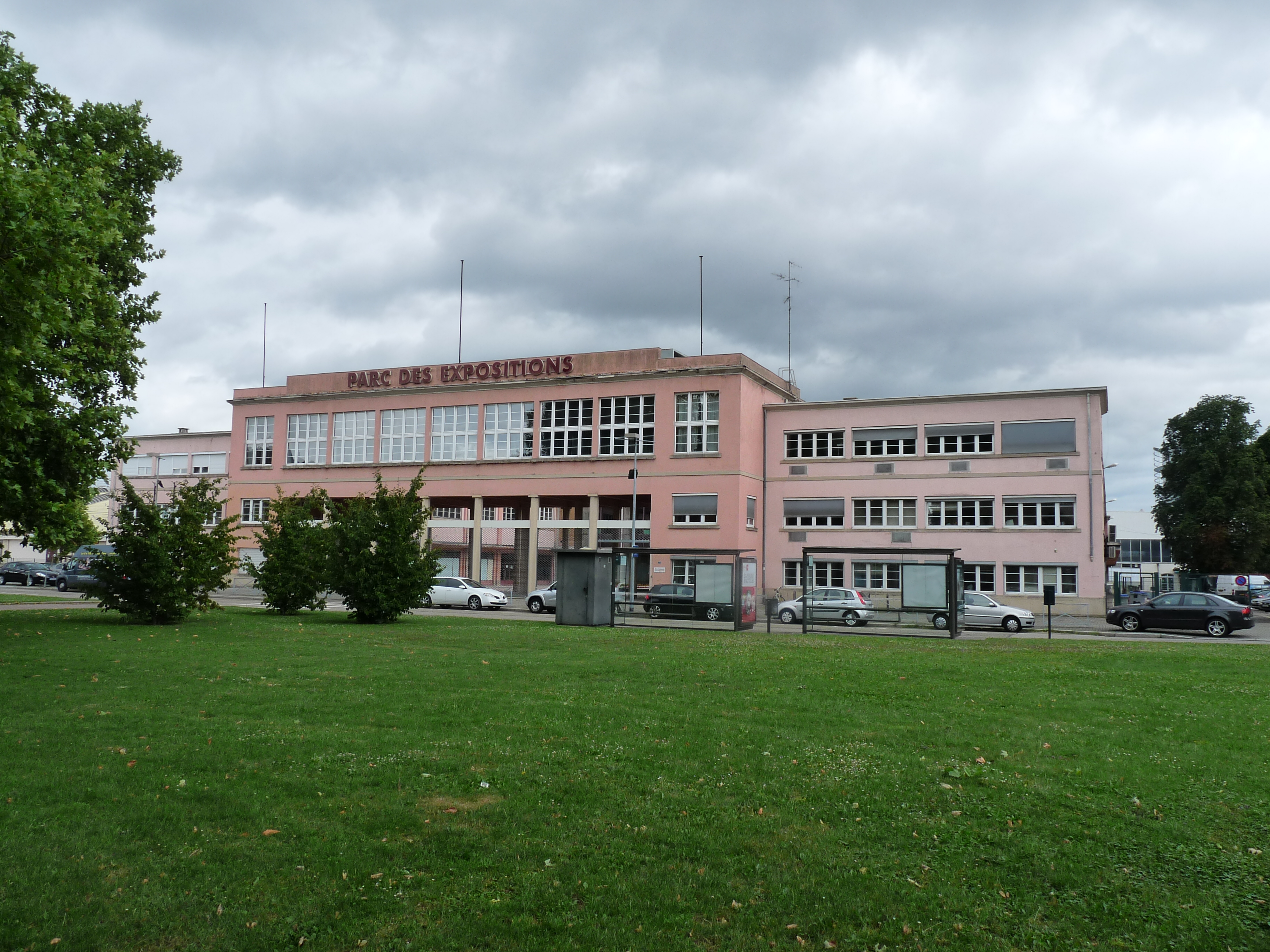
Façade de l'ancien parc des expositions.

En 2020, c'est le siège social de Puma France qui prendra place dans un nouveau bâtiment conservant la façade historique de style art-déco de l'ancien parc des expositions. Contrairement à ce qui avait été annoncé, la façade de l'ancien parc des expositions est démolie en même temps que les halls en août 2019. Selon la municipalité, elle sera reconstruite à l'identique et intégrée au nouveau bâtiment.
Une ligne de bus à haut niveau de service reliant la gare centrale et le quartier d'affaires est mise en service le 20 février 2020. Dénommée ligne H, elle utilise des bus électriques.
Le nouveau parc des expositions, réalisé par l'architecte japonais Kengo Kuma, est livré pour la 90e édition de la foire européenne en septembre 2022. Il prend place de part et d'autre de l'avenue Herrenschmidt, en lien avec le palais de la musique et des congrès, et comporte cinq halls soit 24 000 m2 de surfaces d’exposition.

## Description
L'ancien parc des expositions — qui depuis 2016 a cédé sa place au quartier d'affaires Archipel — constituait le cœur du quartier, juste en face se dresse, depuis 2004, la maison de la Région, siège du conseil régional du Grand Est (jusqu'en 2015, celui d'Alsace). Un peu plus au sud, on trouve le palais de la musique et des congrès et le square du Tivoli.
La façade de la villa Herrenschmidt est en fait l'ancienne façade de la première Banque de France située place Broglie. Lors des travaux de reconstruction au cours de l'entre-deux-guerres la façade fut acquise par la famille Herrenschmidt, démontée, puis remontée sur cette villa. C'est aujourd'hui la bibliothèque alsatique du Crédit mutuel.
La villa Voltaire, située rue Jean-Jacques Rousseau (appelée ainsi en souvenir du séjour de ce dernier à Strasbourg en 1765) dans le secteur du Tivoli, de style néo-classique, a été construite à la fin du XIXe siècle à l'emplacement de l'ancien château de l'Île-Jars qui appartenait à la comtesse de Lutzelbourg. Voltaire rendit visite à la comtesse en août 1753. Elle abrite aujourd'hui la Représentation permanente de l'Allemagne auprès du Conseil de l'Europe.
La chapelle Notre-Dame du Wacken, rattachée à la paroisse Saint-Pierre-le-Jeune catholique, se trouve rue Léon-Boll.

Le bâtiment Louise-Weiss ou IPE 4, au bord du bassin de l'Ill.

La partie nord-est du Wacken fait partie du quartier européen de Strasbourg avec la présence du Centre européen de la jeunesse, d'Arte et du bâtiment Louise-Weiss du Parlement européen (aussi appelé IPE 4) qui a été construit en 1999 au bord de l'Ill et du canal de la Marne au Rhin, à côté de la cité-jardin Ungemach.
Notons également la présence de la Direction interrégionale des Voies navigables de France et des grands hôtels Hilton et Mercure (autrefois Holiday Inn).
Le quartier compte deux écoles : l'école Édouard-Branly et l'école maternelle du Wacken.

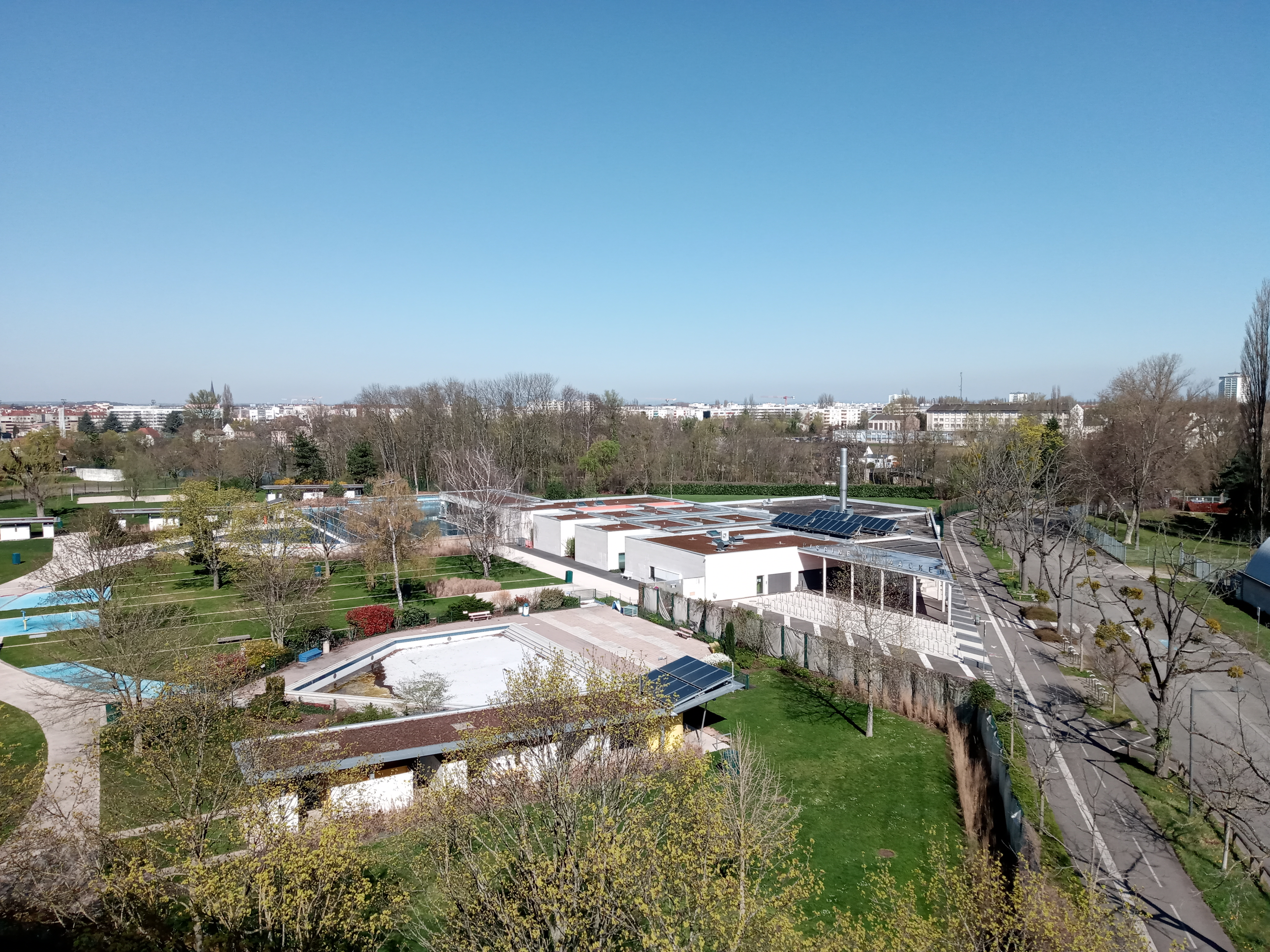
La piscine du Wacken.

L'île des sports, réaménagée entre 2011 et 2016,, accueille la piscine du Wacken, le Tennis club de Strasbourg et le Tennis club de l'Europe, les gymnases Menora et Jeanne-d'Arc (AGR), deux clubs de pétanque, un club de canoë-kayak, des terrains de football et de basketball et un terrain de baseball (le premier aménagé en Alsace). Le Wacken accueille chaque année les Internationaux de tennis de Strasbourg.
L'ancienne déchèterie du Wacken qui se trouvait rue Lauth est désormais utilisée par le service propreté urbaine de la ville. Elle a été remplacée par une nouvelle déchèterie située rue de l'église rouge près de Schiltigheim.
La place de Bordeaux est, avec la place de Haguenau, l'une des principales entrées de la ville. Elle marque la limite entre le Wacken et le quartier du Contades. Elle est bordée à l'ouest par le lycée Kléber et à l'est par la Maison de la Radio et de la Télévision, siège de France 3 Alsace.
La caserne Turenne, ancienne « Illthor Kaserne », marque la limite avec le quartier de l'île Sainte-Hélène. Juste à côté de la caserne, à l'angle de la rue Lauth et du quai Mullenheim, se trouve un ancien pavillon d'octroi aujourd'hui réhabilité en bureaux pour Arte.